# Giorgio Rebuffi
Giorgio Rebuffi (* 7. November 1928 in Mailand; † 15. Oktober 2014) war ein italienischer Comiczeichner und -autor. 

## Leben
Rebuffi begann schon während seines Medizinstudiums, Comics zu zeichnen. Im Jahr 1949 debütierte er mit dem humoristischen Comic Sceriffo Fox in der Zeitschrift Gaie Fantasie. Im Folgejahr übernahm Rebuffi, der sein Studium abgebrochen hatte, um sich ganz auf das Comiczeichnen zu konzentrieren, den zehn Jahre zuvor von Rino Anzi und Giuseppe Caregaro geschaffenen Tierfunny Cucciolo e Beppe. Damit war Rebuffi so erfolgreich, dass Cucciolo e Beppe ein Jahr später ein eigenes Heft bekam. Für Cucciolo e Beppe schuf er im Jahr 1952 die Serie Tiramolla, die im Jahr 1959 ebenfalls ihr eigenes Heft bekam. Weitere in den 1950er und 1960er Jahren von Rebuffi gestartete Serien waren Lupo Pogacioff, Grifagno Sparagono und Professor Cerebus. Im Jahr 1968 gründete er zusammen mit Luciano Bottaro und Carlo Chendi, der ein Jahr später den Text zu Commesso Viaggiatore lieferte, das Studio Bierreci. Ab dem Jahr 1970 zeichnete Rebuffi für das Magazin Topolino verschiedene Disney-Serien, arbeitete parallel dazu aber auch an eigenen Serien. Ab dem Jahr 1989 zeichnete er einige Episoden von Pif le Chien für das französische Magazin Pif Parade. Im Jahr 1996 war Rebuffi an L'Ultima Ballata, einer postumen Würdigung Hugo Pratts, beteiligt.
Im deutschsprachigen Raum erschienen in den 1950er Jahren mehrere von Rebuffis Arbeiten in Publikationen des Semrau Verlages. Der Verlag Illu Press veröffentlichte das Taschenbuch Cuno Clever im Jahr 1978.